# 李龍雨
李龍雨（：／ Lee Yong-woo，1964年2月1日—），大韓民國自由派政治人物，第21屆國會議員。